# Empress
Empress är en ort i Kanada.   Den ligger i provinsen Alberta, i den centrala delen av landet, 2 600 km väster om huvudstaden Ottawa. Empress ligger 608 meter över havet och antalet invånare är 188.
Terrängen runt Empress är platt. Trakten runt Empress är nära nog obefolkad, med mindre än två invånare per kvadratkilometer..
Trakten runt Empress består i huvudsak av gräsmarker.